# Karabin Wänzl M1866
Wänzl M1866 – austriacki karabin jednostrzałowy.

## Historia
Po przegranej wojnie austriacko-pruskiej w 1866 roku sztab armii austriackiej uznał, że podstawową przyczyną klęski było przestarzałe uzbrojenie żołnierzy austriackich. W odróżnieniu od uzbrojonych w odtylcowe karabiny Dreyse, żołnierze austriaccy byli uzbrojeni w odprzodowe karabiny Lorenz M1854 z zamkiem kapiszonowym. Ponieważ karabiny odprzodowe mogły być ładowane tylko w pozycji stojącej, Austriacy ponieśli dużo większe straty, niż strzelający z pozycji leżącej żołnierze pruscy.
Jako rozwiązanie tymczasowe postanowiono wprowadzić do uzbrojenia odpowiednio przebudowane karabiny Lorenza. Projekt modernizacji opracował Josef Wänzl. Karabiny Wänzla zostały w latach 70. XIX wieku zastąpione karabinami Werndl M1867.

## Opis
Karabin Wänzla posiadał zamek obrotowy o osi prostopadłej do osi lufy i kurek zewnętrzny. Po częściowym napięciu kurka należało odchylić zamek do przodu. Obrót powodował odsłonięcie wlotu komory nabojowej. Po wsunięciu naboju i zamknięciu zamka należało napiąć kurek do końca. Po zwolnieniu spustu kurek uderzał w iglicę i powodował wystrzał. Zwolnienie kurka powodowało także wsunięcie do wnętrza zamka bolca ryglującego.
Karabin Wänzla był wyposażony w lufę gwintowaną o czterech bruzdach.
Kolba i łoże drewniane. Celownik ramkowy o nastawach do 800 m.